# Callionymus semeiophor
Callionymus semeiophor es una especie de peces de la familia Callionymidae en el orden de los Perciformes.

## Distribución geográfica
Se encuentran en Indonesia.